# 施杞
施杞（1937年—），男，汉族，江苏东台人，中国中医骨伤科专家，上海中医药大学主任医师，教授，博士生导师。第四届国医大师。